# Greystones
Na Clocha Liatha (in irlandese) o Greystones (in inglese) è una cittadina nella contea di Wicklow, in Irlanda.